# 元诞 (济阴王)
元诞（5世紀—？），字昙首，河南郡洛阳县（今河南省洛阳市东）人，追尊魏景穆帝拓跋晃曾孙，太中大夫、始平顺侯元偃之子，北魏宗室、官员。

## 生平
元诞的伯父元郁因为贪污被赐死，济阴王的封爵被削除。景明三年（502年），元诞向朝廷申诉说，伯父元郁前朝的封爵，只是因为他年长才袭封，因为犯罪而被削除。爵位是因为错误才由元郁继承，现在承袭应该回归正嫡。当时元诞的叔父尚书仆射元丽受到于氏的亲近宠信，于是超过原本的继承人元弼将济阴王的爵位授予元诞。皇帝下诏以元诞是元偃正妻的儿子，册立为嫡孙，可准许继承爵位，以继承祖先的功业。元诞继承爵位后，出任齐州刺史，在齐州贪婪暴虐，成为民众祸患，牛马骡驴各种牲口没有不逼迫夺取的，他家中的奴隶都逼娶良民为妻。有僧人为元诞采集药物，返回后见到元诞，元诞说：“师傅从外面来，有什么消息？”僧人回答说：“只听说大王贪婪，希望大王早日被替换。”元诞说：“齐州有七万户人家，我来了之后，一家还没取三十文钱，怎么说得上贪婪？”元诞后被御史中尉元纂所纠举，遇到大赦免于处罚，去世后，谥号静王。

## 夺爵事件
胡鸿根据出土墓志指出，元诞弟弟元瓒的夫人于昌容出自于氏家族，于氏家族亲信宠爱元诞一支，而于氏家族受到朝廷亲信宠爱，所谓“夺爵”，不是元诞夺取元弼的爵位，而是元诞通过于劲当权的时机，重新获得了本支已经被削夺的封爵。而元诞的叔叔元丽曾任右卫将军，是领军的直接下属，可能结交于氏，安排了元瓒和于昌容的婚事，进而利用于氏的权力，授意元诞要回封爵。

## 家庭

### 兄弟
- 元瓒，司空从事中郎[6]

### 子女
- 元抚，字伯懿，承袭为济阴王，魏孝庄帝元子攸初年，为堂兄元晖业上诉夺去王爵[7][8]
- 元阿耶，长女，嫁□军将军、静境太都督、散骑常侍、方城子祖子硕[5]